# Чедд, Билли
Билли Ли Чедд (англ. Billy Lee Chadd; род. 14 декабря 1954 года, округ Сан-Диего, штат Калифорния) — американский серийный убийца, совершивший серию из как минимум 3 убийств  в период с 10 июля 1979 года по 5 августа 1985 года на территории  штатов Калифорния и Невада, и два изнасилования. Настоящее количеств жертв Чедда неизвестно. Билли Чедд является одним из немногих серийных убийц, известных своим саморазоблачительным поведением. Еще до вынесения приговора, Чедд полностью признал свою вину в совершенных преступлениях, написал автобиографию с описаниями убийств и требовал для себя вынесения смертного приговора. Рукопись Чедда  как наглядный пример того, что происходит в сознании серийного убийцы - впоследствии была использована ФБР для разработки и усовершенствования методов психологического профилирования, создания психологического профиля личности серийных убийц с целью их разоблачения  и предугадывания их дальнейших действий.

## Биография
Билли Ли Чедд родился 14 декабря 1954 года на территории округа Сан-Диего (штат Калифорния). Оба родителя Билли вели маргинальный образ жизни и страдали алкогольной зависимостью, вследствие чего детство и юность Чедд провел в социально-неблагополучной обстановке. Билли рано бросил школу и большую часть своего свободного времени проводил на улице в обществе лиц, ведущих криминальный образ жизни, после чего сам начал криминальную карьеру. В конце 1960-х Чедд совершил несколько краж и угонов автомобилей, но всякий раз избегал арестов. В июле 1970-го года Чедд был арестован за совершение изнасилования. На судебном процессе его вина была доказана на оснований показаний жертвы и на основании результатов криминалистическо-дактилоскопической экспертизы, в ходе которой частичные отпечатки пальцев Чедда были обнаружены на месте совершения преступления. Билли Чедд был осужден, но как несовершеннолетний - получил в качестве уголовного наказания два года лишения свободы, которое он был отправлен отбывать в учреждении для малолетних преступников. Во время отбытия наказания Чедд дважды совершал побег из учреждения, но каждый раз арестовывался и возвращался обратно спустя несколько дней после совершения побега.  После второго побега,  Чедд прибыл в один из городов на территории округа Сан-Диего. Будучи голодным и испытывая материальные трудности он решил совершить ограбление. Билли Чедд постучался в дверь одного из домов. Хозяйке дома  Чедд заявил, что его автомобиль сломался на дороге и попросил воспользоваться телефоном, однако женщина ему отказала, объяснив что ее муж был на работе, а в их семье действовал запрет на общение с незнакомцами. Когда Чедд услышал, что женщина была дома одна, он с помощью кирпича вышиб входную дверь и ворвался внутрь дома. Оказавшись внутри, он нашел женщину в ее ванной, после чего применив силу затащил ее в ее спальню. Угрожая ножом, Чедд вынудил женщину раздеться и совершил попытку ее изнасилования, но по какой-то причине он передумал совершать преступление, бросил нож, велел ей оставаться на кровати, после чего сбежал. После повторного возвращения в учреждение для малолетних преступников, Чедду был предъявлен еще ряд обвинений, но он совершил попытку самоубийства, пытаясь повеситься в камере, после чего был отправлен на судебно-медицинскую экспертизу, по результатам которой был признан невменяемым. Вследствие этого Билли Чедд покинул тюрьму и был этапирован в психиатрическую клинику «Atascadero State Hospital», где вынужден был пройти  назначенный ему курс лечения. Впоследствии он утверждал, что находясь в психиатрической клинике - получил свой первый гомосексуальный опыт, а также употреблял там наркотические вещества. В начале 1973-го года  психическое состояние Чедда стабилизировалось, вследствие чего он был выписан из психиатрической клинике и вернулся в Сан-Диего, где вскоре женился на девушке, с которой познакомился в 1969 году. В 1974 году она родила ему сына, однако семья испытывала материальные трудности из-за проблем с трудоустройством  Билли Чедда, который имел судимости и не имел образования. В середине 1974 года Чедд вновь решил возобновить криминальную карьеру, зарабатывая на жизнь кражами.

## Серия убийств и изнасилований
26 июля 1974 года Билли Чедд на территории города Линда-Виста совершил проникновение в один из домов с целью ограбления. Проникнув в дом, Чедд обнаружил в нем 30-летнюю Патрисию Франклин, которая находилась в ванной. Угрожая ножом, он силой затащил ее в спальню, где связал ей руки и ноги шнуром от жалюзи. После нескольких изнасилований, Чедд зарезал Патрисию Франклин с собой жестокостью, нанеся ей около 15 ударов ножом в область груди и шеи. Билли Чедду удалось совершить практически идеальное убийство, так как в ходе расследования убийства полиции не удалось найти свидетелей преступления и обнаружить улики, в том числе следы преступника на грунте за пределами дома.   Полиция обнаружила в спальне  частичный отпечаток его пальца, но этого было недостаточно для проведения дактилоскопической экспертизы с целью установить личность преступника. Несмотря на это, после совершения убийства Франклин, Билли Чедд, опасаясь разоблачения, убедил жену покинуть территорию штата Калифорния. В конце 1975 года Чедд перевез семью в Лас-Вегас (штат Невада), где он нашел работу посудомойщика в одном из ресторанов города, а его жена устроилась горничной в одном из отелей. 1 августа 1975 года Чедд познакомился с 28-летним Деллмаром Брайтом, который являлся гомосексуалом и работал швейцаром в отеле «Фремонт». В день знакомства Брайт угостил Чедда пивом в одном из баров города, после чего они ежедневно стали встречаться после работы, распивая спиртные напитки в разных заведениях Лас-Вегаса. 7 августа 1975 года Брайт предложил Билли отправиться к нему в квартиру, чтобы выпить. Чедд впоследствии свидетельствовал о том, что оказавшись в квартире, Делмар Брайт предложил ему заплатить 20 долларов за то, чтобы он сделал несколько фотографий обнаженного Чедда для последующей продажи снимков известных ему гомосексуалов. Чедд согласился на предложение, заявив Делммару о том, что нуждается в деньгах. Чедд утверждал, что во время фотосессии Брайт, будучи поклонником эротико-эстетической практики бондаж,  предложил ему заняться сексом, предварительно привязав друг друга к кровати, после чего Чедд принял решение убить Брайта. Он связал Брайта, после чего избил его и подверг различным издевательствам. Чедд утверждал, что после избиения Деллмар Брайт начал молить его о пощаде, но он хладнокровно начал его душить и нанес ему несколько ударов в область спины и шеи, от последствий которых Брайт скончался.
Обнаженное и связанное тело Делмара Брайта было найдено в его квартире 11 августа 1975 года. Как и в случае с убийством Патрисии Франклин, Билли Чедду удалось незамеченным покинуть место совершения преступления, не оставив изобличающих его улик, благодаря чему во время расследования он не попал в число подозреваемых. Тем не менее, через несколько недель, Чедд опасаясь разоблачения снова убедил жену сменить место жительства. Осенью 1975 года они покинули территорию штата Невада и переехали на территорию штата Аризона, откуда вскоре переехали на территорию штата Луизиана. Испытывая материальные трудности, Билли Чедд в поисках стабильного материального дохода в конце 1975 года завербовался в Армию США. Он был зачислен в корпус морской пехоты. После прохождения обучения, Чедд по иронии судьбы, в начале 1976 года был направлен в для прохождения военной службы на военную базу, расположенную на территории округа Сан-Диего, откуда он сбежал после совершения убийства Патрисии Франклин. В течение двух последующих лет Чедд не был замечен в совершении правонарушений. Знакомыми и сослуживцами он характеризовался положительно, благодаря чему в 1977 году получил звание младшего капрала.
15 февраля 1978 года Чедд совершил свое третье убийство. Его жертвой стала 28-летняя Линда Хьюитт, с которой он познакомился в автобусе, когда возвращался с военной базы  к своей жене. Согласно свидетельствам Чедда,  он помог женщине разместить в автобусе коляску, в которой находился ее 9-месячный сын, после чего между ними завязался разговор. Линда Хьюитт рассказала ему о том, что работает няней детей в одной семье и  возвращается на работу, так как дети скоро должны были вернуться домой из школы. Чедд утверждал, что проводил Линду Хьюитт до входной двери дома, где она работала, после чего попросил ее впустить его внутрь и угостить чашкой кофе, но получил отказ. Через несколько минут, он ворвался в дом. Он впоследствии свидетельствовал о том, что угрожая ножом Хьюитт, с целью окончательно подавить ее волю к сопротивлению - поднял за волосы с кровати ее 9-месячного сына Рональда  и пригрозил его зарезать в случае если Линда Хьюитт откажется исполнять его сексуальные прихоти. Подавив волю к сопротивлению женщины, Чадд изнасиловал ее несколько раз, в том числе в извращенной форме. Он утверждал, что первоначально не планировал убивать женщину и даже позволил ей встать и одеться, но потом внезапно передумал. На допросах он не смог объяснить причины перемены своего настроения. Поверсии Чедда, после того как Линда Хьюитт оделась, он отрезал кусок веревки от жалюзи и связал ее. Убедившись, что Хьюитт  надежно связана, преступник зарезал жертву, нанеся ей множественные ножевые ранения в область шеи, спины и груди. Судебно-медицинская экспертиза впоследствии установила, что убийство было совершено с особой жестокостью, так как у Линды Хьюитт были повреждены почти все внутренние органы, были перерезаны горло и спинной мозг в области шеи. .
В начале 1978 года Чадд получил назначение на работу в больнице Сан-Диего «Balboa Hospital», где проходили лечение военнослужащие армии США. 1 марта Чадд познакомился с женщиной, чей муж находился в больнице и проходил лечение от онкологического заболевания. Пользуясь своим положением, Билли Чедд записал имя женщины и ее адрес для заполнения журналов и справок, после чего  ночью 2 марта 1978 года явился к ее дому и проник в дом через окно на территории города Чула-Виста. В этот момент в доме находилась женщина, ее четверо детей, а также ее пожилые родители. Угрожая ножом, Чадд  дважды изнасиловал женщину, после чего намеревался покинуть дом, но женщина заметив, что Чедд оставил свой нож на комоде - попыталась овладеть им, вследствие чего между ними завязалась борьба, в ходе которой Чедд подавил сопротивление жертвы. На шум борьбы явилась 17-летняя дочь женщины и остальные родственники. Угрожая убийством женщине, Чедд вынудил всех членов семьи собраться в спальне на первом этаже, после чего заставил одну из дочерей женщины связать их всех поочередно. Около 5 утра, угрожая ножом, Чадд отвел 17-летнюю дочь жертвы изнасилования в гостиную дома, где также изнасиловал ее, после чего угрожая ей и ее матери оружием вынудил их сесть в свой автомобиль. Билли Чедд планировал  их отвезти на пустырь за пределы города с целью убийства, однако из-за последствий сильных дождей грунтовая дорога в этом районе была непригодна для движения, вследствие чего автомобиль Чедда застрял в грязи и он по неустановленным причинам отпустил своих жертв, не причинив больше никакого вреда их здоровью.

## Арест
Жертвы изнасилования обратились в полицию. Женщина, жена морского офицера, сообщила полиции Чула-Висты, что узнала мужчину, который проник в их дом и подверг изнасилованию  ее и ее дочь. Она рассказала следователям, о том, что насильник нес дежурство в больнице в день ее визита к больному мужу и разговаривал с ней, получив в ходе разговора ее адрес. Располагая этой информацией, полиция Чула-Висты связалась с руководством Военно-морского флота США и потребовала списки военнослужащих, которые проходили службу на территории округа Сан-Диего и 1 марта несли дежурство в больнице «Balboa Hospital». В конечном итоге Билли Чедд был разоблачен и был объявлен в розыск. В ходе расследования было установлено, что Чедд на следующий день после совершения изнасилования самовольно оставил расположение военной части и поехал в маленький прибрежный город Империал-Бич, где проживала его жена и сын. Жена и соседи Чедда заявили полиции, что после приезда Билли Чедд собрал вещи, сел в автомобиль и скрылся в неизвестном направлении.
Билли Чедд был найден и арестован 24 марта 1978 года в городе Лафайетт (штат Луизиана), после чего был экстрадирован на территорию округа Сан-Диего. Жертвы изнасилования уверенно идентифицировали его в качестве своего насильника, после чего Чедд был помещен в окружную тюрьму «San Diego County Jail» и ему были предъявлены обвинения в изнасиловании, похищении и ограблении. Во время допросов Чадд подтвердил версию следствия о том, что намеревался убить мать и дочь с целью устранения свидетелей преступления, но не смог дать никакого  рационального объяснения своему последующему решению - оставить их в живых несмотря на вероятность последующего разоблачения. После ареста Чедд настаивал на своей невиновности. В первые недели декабря 1978 года он пожаловался тюремному врачу на депрессию. После проведения медицинского освидетельствования, Чедду были прописаны сильнодействующие транквилизаторы. Сумев скопить за несколько дней 40 капсул, 2 января 1979 года Билли Чедд проглотил их, совершив таким образом попытку самоубийства, однако вследствие быстрых действий надзирателей, попытка самоубийства не удалась и Чедд остался в живых. После этого Чедд изменил свою позицию и стал сотрудничать со следствием.
Признательные показания Билли Чедда в совершении убийства Делмара Брайта стали неожиданностью для представителей правоохранительных органов Лас-Вегаса. После смерти Брайта - основным подозреваемым в совершении его убийства стал другой серийный убийца Уэйн Дональд Хортон, который был арестован за серию из четырех убийств в Лас-Вегасе в период с 1973 по 1975 год. Две жертвы Хортона, как и Деллмар Брайт были убиты им  в центре города, недалеко от улицы Фремонт-стрит. Брайт считался 50й жертвой Хортона, но после дачи признательных показаний Чедда - обвинение с Уэйна Хортона было снято.
Помимо известных следствию убийств, Билли Чедд неожиданно сделал признательные показания в совершении еще одного убийства. Согласно его свидетельствам, в июне 1974 года недалеко от города Эллсворт (штат Канзас) он посадил в свой автомобиль мужчину с собакой, которые путешествовали автостопом. По словам Чадда, во время поездки он вступил  в конфликт с незнакомцем, после чего решил его убить. Остановившись возле ручья, Чедд совершил нападение на мужчину, в ходе которого забил его до смерти камнем . Труп Чедд согласно его собственному признанию - он сбросил в ручей. Находясь в окружной тюрьме, Билли Чедд указал на карте приблизительное место совершения убийства и место, где он сбросил в ручей труп. Офис шерифа округа Эллсворт не смог обнаружить в своей базе данных отчеты о пропавших без вести людей в указанный Билли Чеддом период времени или информацию об обнаружении трупов в местности, расположенной по ходу течения ручья. Тем не менее в указанных Чеддом местах на карте полиция впоследствии провела осмотр территории, но никаких человеческих останков  в конечном итоге обнаружено не было, вследствие чего достоверность показаний Чедда осталась под сомнением.

## Суд
Судебный процесс открылся в начале  1979 года и продлился пять месяцев. 15 февраля 1979 года Билли Чадд полностью признал свою вину в совершенных убийствах. Он утверждал, что страдал психическим расстройством и все убийства совершил вследствие одержимости демонами, но при этом заявлял о своей вменяемости и требовал от суда для себя смертной казни, несмотря на возражение его адвоката. Доказательная база обвинения была построена на показаниях  самого Чедда, который после ареста в ожидании суда написал в окружной тюрьме автобиографию под названием «Темные секреты», в которой детально описал свои убийства, а также попытался выявить истинные причины и условия формирования мотивов убийств. С целью повлиять на решение жюри присяжных заседателей во время вынесения вердикта, Чедд во время суда предоставил им три главы из своей рукописи с описаниями убийств Франклин и Хьюитт. Вердиктом жюри прияжных заседателей Чедд был признан виновным по всем пунктам обвинения, после чего 10 мая 1979 года был приговорен к смертной казни в тюрьме Сан-Квентин за убийство Линды Хьюитт. За совершение убийства Патрисии Франклин - Чадд получил уголовное наказание в виде пожизненного лишения свободы без права на условно-досрочное освобождение, так как в 1974 году - когда была убита Франклин, на территории штата Калифорния действовал мораторий на вынесение смертных приговоров, вследствие чего пожизненное лишение свободы являлось максимальным уголовным наказанием, которое суд мог бы назначить осужденным. Во время вынесения приговора Билли Чадд не выразил никаких эмоций и сохранял полное хладнокровие. Он не выразил раскаяние в содеянном и заявил суду о том, что после совершения убийств пребывал в позитивном настроении не чувствовая при этом никаких угрызений совести.
После осуждения  Билли Чад был этапирован на территорию штата Невада, где на территории округа Кларк в августе 1981 года должен был состояться суд по обвинению его в совершении убийства Делмара Брайта. Адвокат Билли Чедда в июне 1980 года подал апелляцию на отмену смертного приговора. Он составил апелляционный документ, настаивая на том, что во время судебного процесса возражал против действий своего подзащитного и имел смягчающие доказательства его вины, на основании которого суд обязан был вынести Билли Чедду уголовное наказание в виде пожизненного лишения свободы, однако суд на тот момент необоснованно проигнорировал его ходатайство о рассмотрении смягчающих доказательств. Апелляция была удовлетворена в 1981 году. Апелляционный суд посчитал, что  суд над Билли Чад прошел с нарушениями уголовно-процессуального права, действующего на территории штата Калифорния, основываясь на постановлении Верховного Суда США от 1974 года, согласно которому обвиняемые не могут признать себя виновными в совершении преступлений, сопряженных с насилием, если их адвокаты выражают протест. После этого смертный приговор Чадда был отменен и ему в июне 1981 года было назначено новое судебное разбирательства.
Повторный судебный процесс Билли Чедда на территории штата Калифорния открылся в сентябре 1982 года. 23 сентября того же года Билли Чадд снова признал себя виновным в совершении трех убийств и двух изнасилований, но из-за сотрудничества со следствием и предоставленных его адвокатом смягчающих доказательств его вины, на этот раз Чедд избежал смертного приговора, после чего 28 октября 1982 года был приговорен к трем срокам в виде пожизненного лишения свободы без права на условно-досрочного освобождения. За изнасилование женщины и ее 17-летней дочери в марте 1978 года, суд назначил Билли Чедду дополнительное уголовное наказание в виде 13 лет лишения свободы.